# バビロン -浮遊する摩天楼-
『バビロン』 -浮遊する摩天楼-（バビロン　ふゆうするまてんろう）は宝塚歌劇団の舞台作品。星組公演。
形式名は「レビュー・アラベスク」。9景。併演作品は『ガラスの風景』。
作・演出は荻田浩一。
星組トップコンビ、香寿たつきと渚あきの宝塚さよなら公演となった。

## 公演期間と公演場所
2002年11月22日から12月24日に宝塚大劇場
2003年2月14日から3月23日に東京宝塚劇場

## スタッフ
※氏名の後ろに「宝塚」、「東京」の文字がなければ両劇場共通。
- 作曲[1]・編曲[1]：高橋城、甲斐正人、斉藤恒芳
- 音楽指揮：御﨑惠（宝塚）[1]、清川知己（東京）[2]
- 振付[1]：伊賀裕子、麻咲梨乃、御織ゆみ乃、川崎悦子、平沢智
- 装置：大橋泰弘[1]
- 衣装：任田幾英[1]
- 照明：勝柴次朗[1]
- 音響：切江勝[1]
- 小道具：谷田祥一[1]
- 効果：切江勝（宝塚）[1]、宮廻みさよ（東京）[2]
- 演出助手：齋藤吉正（宝塚）[1]、大野拓史[1][2]、川上正和（東京）[2]
- 音楽助手：青木朝子[1]
- 振付助手：大﨑れいな[1]
- 装置補：新宮有紀[1]
- 衣装補：河底美由紀[1]
- 舞台進行：赤坂英雄[1]
- 舞台美術製作：株式会社宝塚舞台[1]
- 演奏：宝塚歌劇オーケストラ（宝塚）[1]
- 演奏コーディネート：株式会社内藤音楽事務所（東京）[2]
- 制作：福嶋康徳[1]

## 宝塚での休演者
- 麻園みき[1]
- 花森まゆり[1]

## 主な配役
※下記の配役は宝塚・東京共通。
- 男S、バビロンの男S、バビロンの王、マルディグラの男S、フィナーレの男 - 香寿たつき[1]
- 女S、バビロンの女S、黄金の巫女S、マルディグラの女S、フィナーレの女 - 渚あき[1]
- バビロンの男A、青年S、紳士A、新官S、マルディグラの男A、フィナーレの男A - 初風緑[1]
- 黒マントの男、バビロンの男A、黒い鳩、ベドウィンの男A、古代の王子A、マルディグラの男A、フィナーレの男A - 安蘭けい[1]
- バビロンの男A、スーツの男、マレーネ、男の分身、神殿の男A、マルディグラの男B、フィナーレの男A - 夢輝のあ[1]
- 極楽鳥、白い鳩、男の分身、神殿の男A、マルディグラの男B、フィナーレの男A - 朝澄けい[1]